# Piefort (moneda)

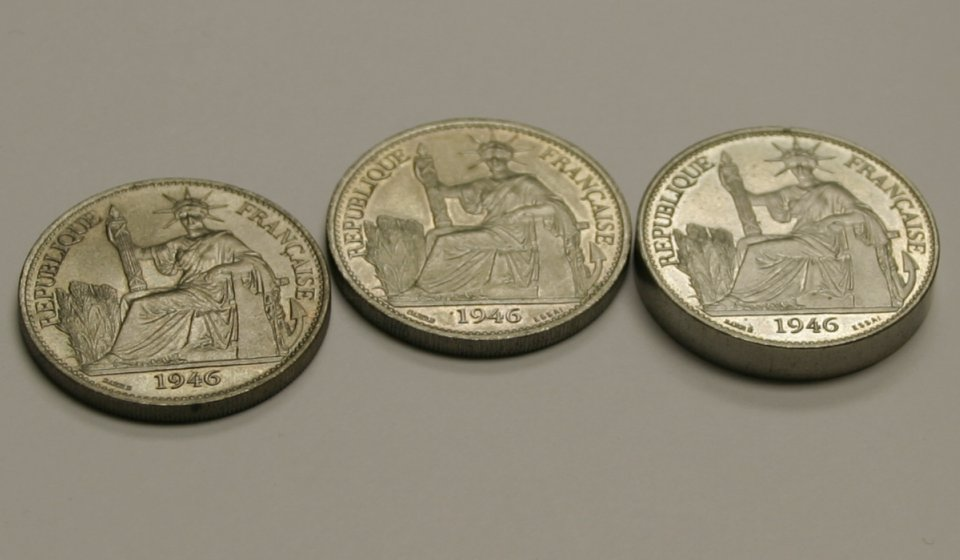
Piefort (a la derecha) comparado con monedas emitidas.

Un piefort (en francés: pied-fort  o piéfort  /pjefɔʁ/) es una moneda inusualmente gruesa, a menudo exactamente el doble del peso y grosor normales de otras monedas del mismo diámetro y patrón. El piefort normalmente no circulan y sólo se acuñan con fines de presentación por parte de funcionarios de la Casa de la Moneda (a modo de patrones), o para coleccionistas, dignatarios y otras personalidades. Piefort se escribe con frecuencia "piedfort". A pesar de que este término a veces se considera sinónimo de ponderal o dineral, presenta matizadas diferencias respectos a los mismos difíciles de precisar por falta de información.

## Historia

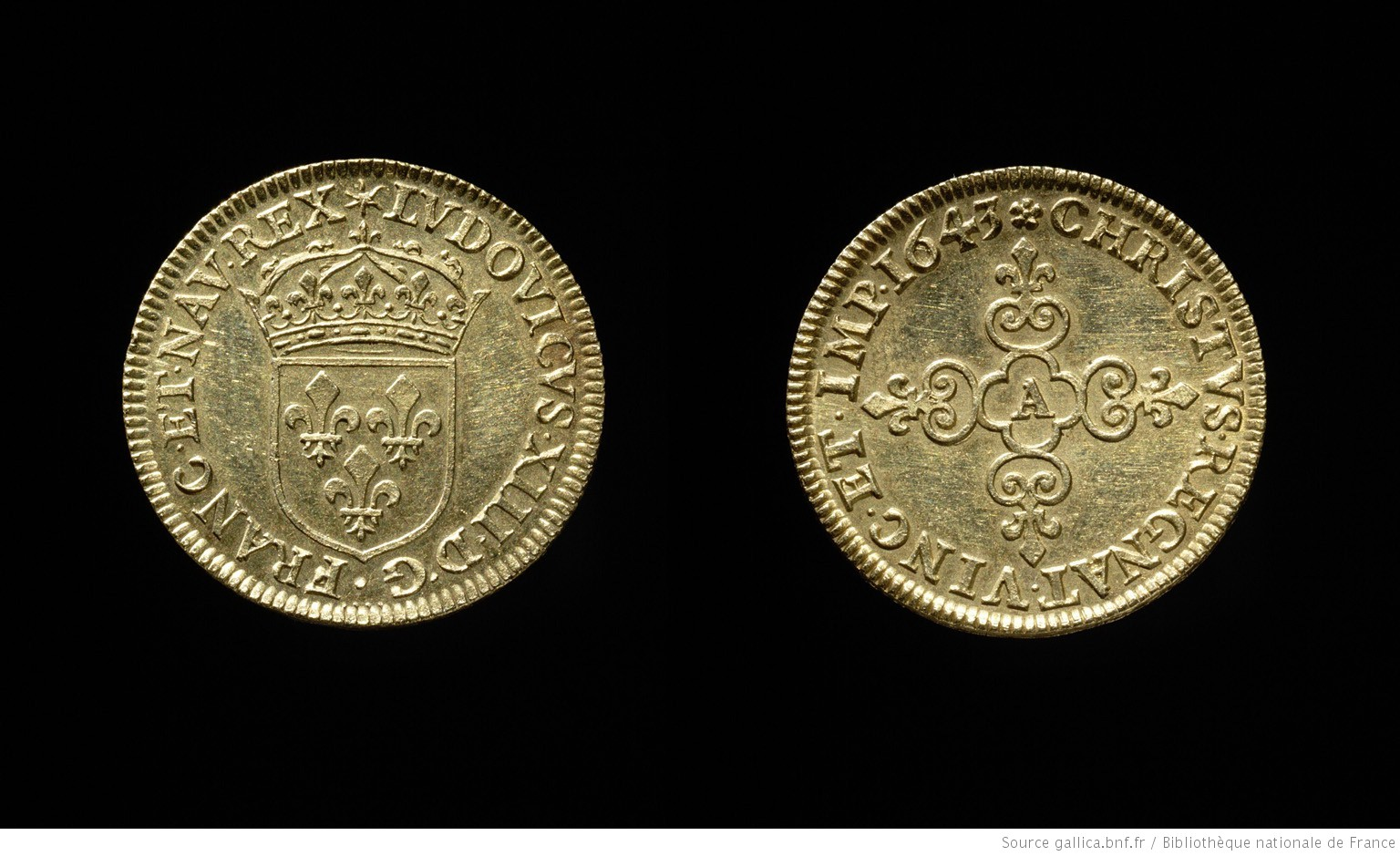
Piefort de escudo de oro, Luis XIII, Francia, 1643

Las monedas piefort se registraron por primera vez en Francia, en Navarra y en Inglaterra durante la Edad Media, y los primeros piefort franceses y navarros aparecieron en el siglo XII. La razón de acuñar estas monedas en forma piefort fue probablemente para evitar que se perdieran entre las monedas en circulación normal.
Las teorías sobre el propósito original de las primeras monedas de piefort dicen que eran:

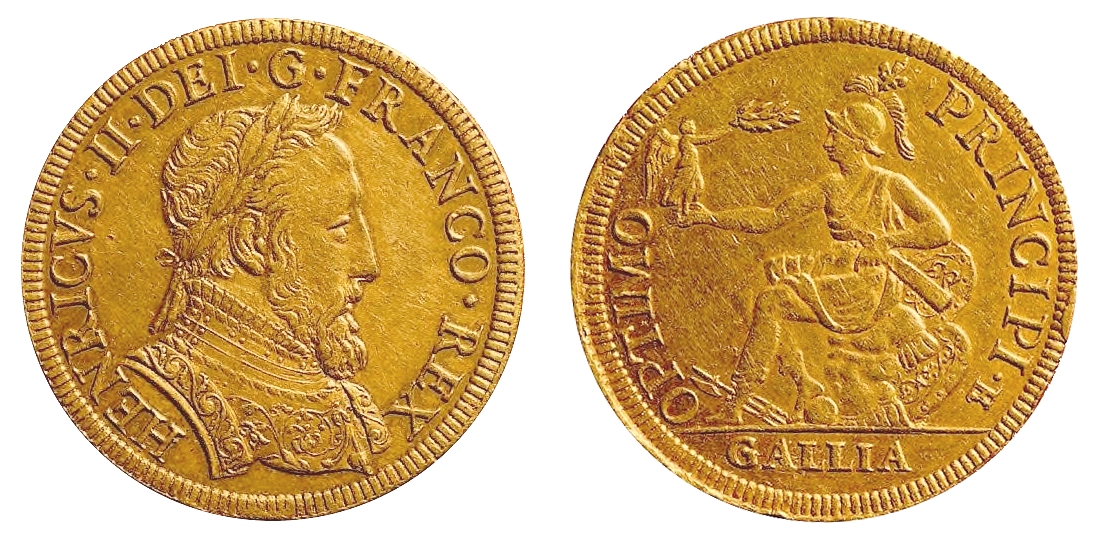
Piefort de un "Henri d'or à la Gallia" (1554) conservado en la Biblioteca Nacional de Francia.

1. Patrones para la aprobación administrativa.[7]
2. Patrones para mostrar a los grabadores de diferentes casas de moneda cómo debería verse un diseño aprobado.[6]
3. Contadores de cuentas o jetones para los funcionarios de la casa de la moneda, similares a un simple hito o las cuentas de un ábaco más complejo.[8][9]

Más tarde, debido a su rareza, los piefort de las monedas de cada nación se convirtieron en obsequios diplomáticos prestigiosos para reyes, nobleza, dignatarios y otras personalidades importantes. Hay que tener en cuenta, además, que coleccionar monedas se ha llamado tradicionalmente "la afición de los reyes". La demanda de pieforts por parte de coleccionistas de monedas políticamente influyentes tuvo como resultado una producción tan rutinaria que se instituyó un droit de pied fort, o "derecho de piefort", como un código formal de reglas que definían quién tenía derecho a una versión piefort de un nuevo diseño de moneda. Los edictos de tales reglas se remontan, al menos, al año 1355 en Francia.

### Navarra
En el caso de Navarra se conservan algunos ejemplares de piefort: un dinero de la etapa de la Casa de Champaña, concretamente del reinado de Enrique I de Navarra, en cuyo anverso se lee HENRICVS:REX y en el reverso: DE NAVARIE donde se muestra una «faja donjonada con tres torres sobre luna creciente».
Desde 2005 el Museo de Navarra posee un piefort de "carlín blanco" del reinado de Carlos II de Navarra. Esta pieza se pudo fabricar hacia 1355 durante una etapa de acuñaciones navarras de los carlines blancos de dudosa calidad que llevó al monarca a dictar una ordenanza en abril de 1355, atendiendo a las solicitudes «de las buenas gentes» del reino, donde se ordena que por «reparacion del fecho de nuestras dictas monedas» se acuñen «chiquos dineros torneses de tal ley et taylla et assibuenos et fuertes como fueron y son los buenos torneses del Cunyo de Tors qui en el tiempo passado han ouido corso en nuestro Regno.» La consecuencia directa de esta ordenanza fue el inicio de emisión (desde el 1 de junio) de los carlines blancos, con mejor ley, donde 12 carlines blancos equivalían a 22 carlines negros (o prietos).

### Gran Bretaña
Los primeros pieforts británicos fueron monedas de un centavo de plata acuñadas durante el reinado de Eduardo I (1272 a 1307). Gran Bretaña dejó de acuñar pieforts de forma rutinaria en 1588, pero Francia continuó acuñándolos durante al menos otros 150 años antes de cesar también la producción. La producción rutinaria de piedforts comenzó de nuevo en Francia en 1890, y Gran Bretaña comenzó a producir piedforts disponibles al público por primera vez en 1982. Desde entonces, la Royal Mint de Gran Bretaña se ha hecho conocida por crear muchas monedas conmemorativas de piefort. China produjo pieforts para coleccionistas en 1988.

## Etimología
Piefort es una palabra compuesta por las francesas "pied " (pie), y " fort " (fuerte, grande, pesado). Literalmente significa "pie fuerte", pero el significado idiomático es "peso pesado". Los diccionarios enciclopédicos franceses del siglo XVIII los presentan de forma separada, como "pied fort" (1774):

PIED FORT, término monetario, se usa esta palabra para una moneda de oro, plata u otro metal, que es más gruesa que la moneda ordinaria...
PIED FORT, terme de Monnoie, ce mot fe dit d'une piece d'or, d'argent, ou d'autre métal, plus forte ou plus épaiffe que les monnoies ordinaires, quoique prefque toujours frappée au même coin, mais qui n'a point de cours dans le commerce comme les autres especes.
Encyclopedie ou dictionnaire universel raisonne des connoissances humaines mis en ordre